# HMS York (1796)
El HMS York fue un navío de línea de tercera clase, con un porte de 64 cañones perteneciente a la Marina Real Británica.

## Historial
Fue botado el 24 de marzo de 1796. Originalmente, fue puesto en grada en el astillero Barnard de Deptford como buque para comercio con las indias orientales con el nombre Royal Admiral, pero la necesidad de buques ante el inicio de la Guerras revolucionarias con Francia, provocaron el que fuera adquirido y asignado con su nuevo nombre en 1796. 
Como navío de línea de 64 cañones, tenía una pequeña tercera cubierta, y este factor combinado con la inusual construcción y su conversión de buque mercante a buque de guerra lo hacían un buque ligeramente desgarbado y poco elegante. Al principio de su carrera, pasó mucho tiempo en el mar Caribe, donde tuvo su único contacto con el enemigo cuando capturó a la pequeña goleta francesa Fancy cerca de Saint Thomas (Islas Vírgenes).
Partió de Woolwich bajo el mando el capitán Henry Mitford el 26 de diciembre de 1803 para realizar una patrulla rutinaria en el mar del Norte, pero en enero de 1804 encalló en el arrecife de Bell Rock en el mar del Norte en Arbroath, y se hundió con la pérdida de toda su tripulación, compuesta por 491 hombres y muchachos a bordo.  Mitford era el segundo hijo del historiador William Mitford.